# Harry Andrews
Harry Andrews (n. 10 noiembrie 1911, Tonbridge, Anglia, Regatul Unit al Marii Britanii și Irlandei – d. 6 martie 1989, Salehurst⁠(d), Salehurst and Robertsbridge⁠(d), Anglia, Regatul Unit) a fost un actor englez de film și cântăreț. 

## Biografie și carieră
Din octombrie 1939 până în octombrie 1945, Andrews a luptat în cadrul Royal Artillery în timpul celui de-Al Doilea Război Mondial.

## Filmografie (selecție)

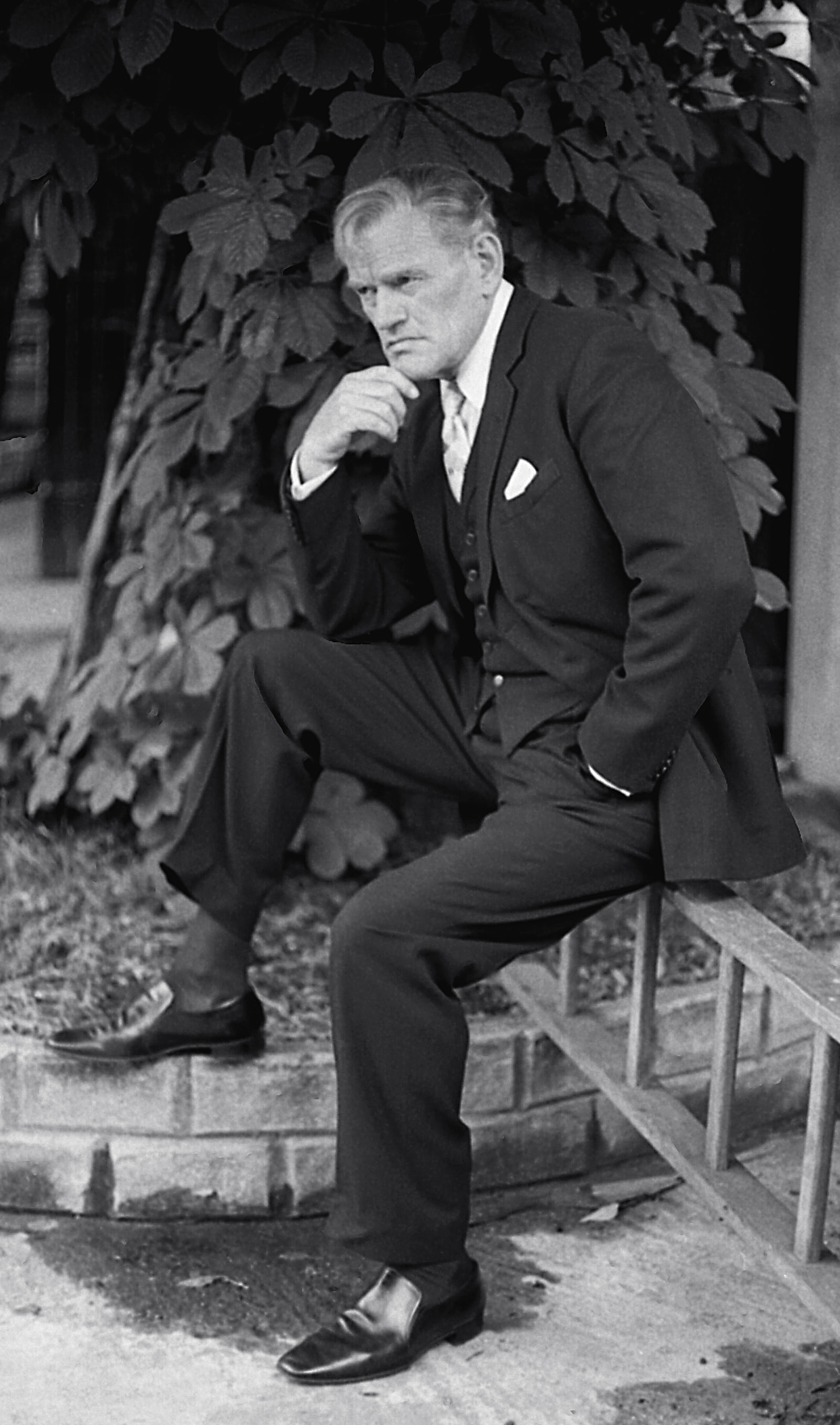
Harry Andrews, de Allan Warren

- 1953 The Red Beret (The Red Beret), regia Terence Young - R.S.M. Cameron
- 1954 The Black Knight (The Black Knight), regia Tay Garnett - Earl Of Yeonil
- 1955 The Man Who Loved Redheads, regia Harold French - Williams
- 1956 Elena din Troia (Helen of Troy), regia Robert Wise - Hector
- 1956 Alexandru Macedon (Alexander the Great), regia Robert Rossen - Darius
- 1956 Moby Dick, regia John Huston - Stubb
- 1956 A Hill in Korea - Sgt. Payne
- 1957 Saint Joan, regia Otto Preminger - John de Stogumber
- 1958 Acuz! (I Accuse!), regia José Ferrer - Maj. Henry
- 1958 Rece ca gheața în Alexandria (Ice Cold in Alex), regia J. Lee Thompson - Pugh
- 1959 Discipolul diavolului (The Devil's Disciple), regia Guy Hamilton -Swindom
- 1959 Solomon și regina din Saba (Solomon and Sheba), regia King Vidor - Baltor
- 1959 A Touch of Larceny, regia Guy Hamilton  - Capt. Graham
- 1960 In the Nick, regia Ken Hughes - Chief Officer Williams
- 1960 A Circle of Deception, regia Jack Lee - Capt. Thomas Rawson
- 1961 Cei mai buni dușmani (The Best of Enemies/I due nemici), regia Guy Hamilton și Alessandro Blasetti - Capt. Rootes
- 1961 Baraba (Barabbas), regia Richard Fleischer - Peter
- 1962 Reach for Glory, regia Philip Leacock - Capt. Curlew
- 1962 Inspectorul (The Inspector), regia Philip Dunne - Ayoob
- 1963 Nine Hours to Rama - Gen. Singh
- 1963 55 Days at Peking - Father de Bearn
- 1963 The Informers - Supt. Alec Bestwick
- 1964 Nothing But the Best - Mr. Horton
- 1964 633 Squadron - Air Vice Marshal Davis
- 1964 The System - Larsey
- 1965 The Truth About Spring - Sellers
- 1965 Colina (The Hill), regia Sidney Lumet - sergent major Wilson
- 1965 Agonie și extaz (The Agony and the Ecstasy), regia Carol Reed - Donato Bramante
- 1965 Sands of the Kalahari - Grimmelman
- 1966 Modesty Blaise, regia Joseph Losey - Sir Gerald Tarrant
- 1966 The Deadly Affair - Inspector Mendel
- 1967 Noaptea generalilor (The Night of the Generals), regia Anatole Litvak - Gen. Stulpnagel (nemenționat)
- 1967 The Jokers (The Jokers) - Insp. Marryatt
- 1967 Duelul lung (The Long Duel), regia Ken Annakin - Stafford
- 1967 Danger Route - Canning
- 1967 I'll Never Forget What's'isname - Gerald Sater
- 1968 A Dandy in Aspic - Fraser
- 1968 The Charge of the Light Brigade - Lord Lucan
- 1968 The Night They Raided Minsky's - Jacob Schpitendavel
- 1968 Pescărușul (The Sea Gull), regia Sidney Lumet
- 1969 Joc murdar (Play Dirty), regia Andre De Toth
- 1969 Steaua sudului (The Southern Star), regia Sidney Hayers - Kramer
- 1969 Bătălia pentru Anglia (Battle of Britain), regia Guy Hamilton - Churchill's Military Envoy
- 1969 A Nice Girl Like Me - Savage, Caretaker
- 1970 Country Dance - Brig. Crieff
- 1970 Too Late the Hero, regia Robert Aldrich - Col. Thompson
- 1970 Entertaining Mr Sloane - Ed
- 1970 Wuthering Heights, regia Robert Fuest - Mr. Earnshaw
- 1971 The Nightcomers - Master of the House
- 1971 Nicolae și Alexandra (Nicholas and Alexandra), regia Franklin J. Schaffner - Grand Duke Nicholas (Nikolasha)
- 1971 Burke & Hare - Dr. Knox
- 1972 I Want What I Want - Roy's Father
- 1972 The Ruling Class - Ralph Gurney - 13th Earl of Gurney
- 1972 Night Hair Child - Headmaster
- 1972 Omul din La Mancha (Man of La Mancha) - The Innkeeper / The Governor
- 1973 Man at the Top - Lord Clive Ackerman
- 1973 The Mackintosh Man, regia John Huston - Mackintosh
- 1973 The Final Programme - John
- 1974 The Internecine Project - Albert Parsons
- 1974 The Story of Jacob and Joseph - Isaac
- 1976 Sky Riders - Auerbach
- 1976 Pasărea albastră (The Blue Bird), regia George Cukor - Oak
- 1976 The Passover Plot - Yohanan the Baptist
- 1977 Prinț și cerșetor (The Prince and the Pauper), regia Richard Fleischer - Hertford
- 1977 Equus, regia Sidney Lumet - Harry Dalton
- 1977 Cele patru pene (The Four Feathers), regia Don Sharp - Gen. William Feversham
- 1978 Somnul de veci (The Big Sleep), regia Michael Winner - Norris
- 1978 Atingerea meduzei (The Medusa Touch), regia Jack Gold
- 1978 Moarte pe Nil (Death on the Nile), regia John Guillermin
- 1978 Watership Down - Gen. Woundwort (voce)
- 1978 Superman I (Superman), regia Richard Donner
- 1979 S.O.S. Titanic, regia James Costigan - Capt. Edward J. Smtih
- 1979 A Question of Faith, regia Kevan Otto - Leo Tolstoy
- 1980 Hawk the Slayer - High Abbot
- 1980 Never Never Land
- 1985 My Letter to George - Old Thompson